# Mohamed Mamdouh
Mohamed Mamdouh Hashem Shebib, né le 1er avril 1989 en Égypte, est un handballeur international égyptien évoluant au poste de pivot. 
Il a été le premier joueur égyptien à remporter la Ligue des champions de l'EHF en 2018 avec le Montpellier Handball.

## Palmarès

### Club
Compétitions internationales
- Vainqueur de la Ligue des champions d'Asie (2) :  2013, 2014
- Vainqueur de la Ligue des champions d'Afrique  (2) :  2011, 2015
- Vainqueur de la Coupe d'Afrique des vainqueurs de coupe (2) : 2011, 2016
- Vainqueur de la Ligue des champions  de l'EHF (1) : 2018
- Vainqueur de la Supercoupe d'Afrique (1) : 2011
- Finaliste de la Supercoupe d'Afrique (1) : 2016
- Troisième de la Coupe du monde des clubs en 2010, 2013, 2018

Compétitions nationales
- vainqueur du Championnat d'Égypte (1) : 2016
- Vainqueur de la Coupe d'Égypte (1) : 2016
- Vainqueur du Trophée des champions (1) : 2018
- deuxième du Championnat de France (1) : 2018
- Vainqueur du championnat de Roumanie (3) : 2021, 2022, 2023
- Vainqueur de la coupe de Roumanie (3): 2020, 2021, 2022
- Vainqueur de la Supercoupe de Roumanie  (2):  2020, 2022

### Sélection nationale
Jeux olympiques
- 9e place aux Jeux olympiques 2016,  Brésil
- 4e place aux Jeux olympiques de 2020,  Japon

Championnats du monde
- 14e place au Championnat du monde 2009,  Croatie
- 14e place au Championnat du monde 2011,  Suède
- 16e place au Championnat du monde 2013,  Espagne
- 13e place au Championnat du monde 2017,  France
- 8e place au Championnat du monde 2019,  Danemark et  Allemagne
- 7e place au Championnat du monde 2021,  Égypte

Championnat d'Afrique des nations
- Médaille de bronze au championnat d'Afrique 2014
- Vainqueur du Championnat d'Afrique des nations 2016
- Finaliste du Championnat d'Afrique des nations 2018
- Vainqueur du Championnat d'Afrique des nations 2020
- Vainqueur du Championnat d'Afrique des nations 2022
- Vainqueur du Championnat d'Afrique des nations 2024

Jeux africains
- Vainqueur des Jeux africains de 2015

Jeux mondiaux militaires
- Médaille d'or aux Jeux mondiaux militaires de 2015 ( Corée du Sud)

### Distinctions individuelles
- élu meilleur pivot du Championnat d'Afrique des nations (2) : 2016, 2018